# Stabilimento Stellantis di Goiana
Lo stabilimento Stellantis di Goiana è una fabbrica che produce automobili a Goiana nello stato di Pernambuco, attualmente gestita da Stellantis.

## Storia
Per far fronte alla saturazione dello storico sito di Betim e al costante aumento della domanda, FCA ha deciso di realizzare un secondo sito industriale in Brasile. Nel 2013 è stata posata la prima pietra del nuovo stabilimento di Goiana, che ha rappresentato un investimento di 2,5 miliardi di euro ed è stato inaugurato il 28 aprile 2015. 
La prima vettura di serie uscita dallo stabilimento è stata la Jeep Renegade il 18 febbraio 2015 mentre all'inizio del 2016, è iniziata la produzione della Fiat Toro.
Dal 2015, l'impianto produttivo dispone di una linea di produzione completa dove possono essere prodotti 4 diversi modelli destinati al mercato brasiliano e all'esportazione in tutti i paesi dell'America Latina. La sua produzione media giornaliera raggiunge le 1.000 unità e 250.000 all'anno.
Nel giugno 2023 inizia la produzione di Ram Rampage.

## Automobili prodotte

### Auto in produzione
| Foto | Marca | Modello   | Inizio produzione |
| ---- | ----- | --------- | ----------------- |
|      | Jeep  | Renegade  | 2015              |
|      | FIAT  | Toro      | 2016              |
|      | RAM   | 1000      | 2016              |
|      | Jeep  | Compass   | 2016              |
|      | Jeep  | Commander | 2021              |
|      | RAM   | Rampage   | 2023              |